# Hemichoma fenestratum
Hemichoma fenestratum är en stekelart som beskrevs av Günther Enderlein 1920. Hemichoma fenestratum ingår i släktet Hemichoma och familjen bracksteklar. Inga underarter finns listade i Catalogue of Life.